# Diamante neșlefuite (film)
Diamante neșlefuite (titlul original Uncut Gems) este un film american thriller polițist  regizat de frații Safdie și produs de Scott Rudin, Eli Bush și Sebastian Bear-McClard. Producătorii executivi ai acestui film au fost Emma Tillinger Koskoff și Martin Scorsese.

## Distribuție
- Adam Sandler - Howard Ratner
- Lakeith Stanfield - Demany
- Julia Fox - Julia De Fiore
- Kevin Garnett
- Idina Menzel - Dinah Ratner
- Eric Bogosian - Arno Moradian
- Judd Hirsch - Gooey
- The Weeknd
- Trinidad James

## Recepție
Pe Rotten Tomatoes, filmul are rating-ul de 92%. Performanța lui Adam Sandler a fost foarte apreciată de către critici, unii dintre ei considerând-o ca fiind cea mai bună din întreaga sa carieră.